# The Amazing Spider-Man (soundtrack)
The Amazing Spider-Man is de originele soundtrack, gecomponeerd en gedirigeerd door James Horner voor de film The Amazing Spider-Man uit 2012 van Marc Webb. Het album werd uitgebracht op 3 juli 2012 door Sony Classical.
Het album bevat de originele filmmuziek die werd opgenomen in de Streisand Scoring Stage in Culver City. Horner was ook de solist op de piano. De vocale muziek werd uitgevoerd door Dhafer Youssef en Lisbeth Scott. De muziek werd opgenomen en gemixt door Simon Rhodes.

## Tracklijst
Originele versie
| Nr. | Titel                                  | Duur |
| --- | -------------------------------------- | ---- |
| 1   | Main Title - Young Peter               | 4:54 |
| 2   | Becoming Spider-Man                    | 4:16 |
| 3   | Playing Basketball                     | 1:22 |
| 4   | Hunting for Information                | 2:07 |
| 5   | The Briefcase                          | 3:14 |
| 6   | The Spider Room - Rumble in the Subway | 3:20 |
| 7   | Secrets                                | 2:30 |
| 8   | The Equation                           | 4:22 |
| 9   | The Ganali Device                      | 2:28 |
| 10  | Ben's Death                            | 5:41 |
| 11  | Metamorphosis                          | 3:04 |
| 12  | Rooftop Kiss                           | 2:34 |
| 13  | The Bridge                             | 5:15 |
| 14  | Peter's Suspicions                     | 3:01 |
| 15  | Making a Silk Trap                     | 2:52 |
| 16  | Lizard at School!                      | 2:57 |
| 17  | Saving New York                        | 7:52 |
| 18  | Oscorp Tower                           | 3:22 |
| 19  | I Can't See You Anymore                | 6:50 |
| 20  | Promises - End Titles                  | 4:52 |